# Prise de Bréda
Pour les articles homonymes, voir siège de Breda.
Guerre de Quatre-Vingts Ans
Batailles
- Chronologie de la guerre de Quatre-Vingts Ans
- Valenciennes
- Austruweel
- Rheindalen
- Heiligerlee
- Jemmingen
- Jodoigne
- Brielle
- 1er Flessingue
- Malines
- Goes
- Mons
- Haarlem
- 2e Flessingue
- Borsele
- Zuiderzee
- Alkmaar
- Leyde
- Reimerswaal
- Mook
- Lillo
- Zierikzee
- 1er Anvers
- 1er Bréda
- Gembloux
- Rijmenam
- 1er Deventer
- Maastricht
- 2e Bréda
- Açores
- 2e Anvers
- 3e Anvers
- Boksum
- Zutphen
- 1er Berg-op-Zoom
- Gravelines
- 3e Bréda
- 2e Deventer
- Groningue
- Huy
- 1er Groenlo1
- 2e Groenlo
- Turnhout
- Nieuport
- Ostende
- L'Écluse
- 3e Groenlo
- Saint-Vincent
- Gibraltar
- Saint-Vincent (1621)
- 2e Berg-op-Zoom
- 4e Bréda
- 4e Groenlo
- Matanzas
- Bois-le-Duc
- Abrolhos
- Slaak
- Maastricht
- 5e Bréda
- Cabañas
- Calloo
- Les Downs
- Saint-Vincent (1641)
- Hulst
- Cavite

La prise de Bréda en mars 1590 est un épisode de la guerre de Quatre-Vingts Ans qui oppose les troupes des Provinces-Unies commandées par Maurice de Nassau à la garnison espagnole de la ville de Bréda.
Soixante-dix soldats néerlandais réussissent à s'introduire dans la ville et à chasser les 600 soldats de la garnison, sans subir de perte. Cette opération porte un nouveau coup au prestige de l'Espagne ; chez les insurgés, elle est perçue comme une grande victoire en raison de la valeur stratégique de la cité et devient un symbole patriotique.

## Contexte
En 1555, Charles Quint (1500-1558), souverain des Dix-Sept Provinces des Pays-Bas et par ailleurs roi d'Espagne, cède les Pays-Bas à son fils Philippe (1527-1598), à qui il cède la couronne d'Espagne en 1556.
En 1566, les tensions entre les Dix-Sept Provinces et Philippe II aboutissent à la révolte des Gueux, qui devient une guerre en 1568, sous la direction de Guillaume d'Orange-Nassau. En 1579, les villes et provinces insurgées se regroupent dans l'union d'Utrecht, qui, en 1581 proclame la déchéance de Philippe II (acte de La Haye), ce qui est considéré comme le point de départ d'un nouvel État, les Provinces-Unies.
Mais la guerre continue. Le gouverneur général Alexandre Farnèse (1545-1592) réussit à reconquérir les provinces de Flandre et de Brabant jusqu'à Anvers, prise en août 1585. Les Provinces-Unies se trouvent alors réduites aux sept provinces du nord, notamment la Hollande.
En 1587, Maurice de Nassau, fils de Guillaume d'Orange (assassiné en 1584) devient commandant en chef de l'armée des Provinces-Unies, qui peuvent compter sur l'appui anglais. En 1588, l'Armada espagnole lancée contre l'Angleterre est vaincue. En 1589, le calviniste Henri de Navarre devient roi de France (Henri IV). Alexandre Farnèse intervient à Paris en 1590, Philippe II soutenant depuis 1584 les adversaires de Henri, regroupés dans la Ligue catholique.
Maurice de Nassau reprend l'offensive. Bréda est un de ses premiers objectifs.

## La situation de Bréda avant la bataille

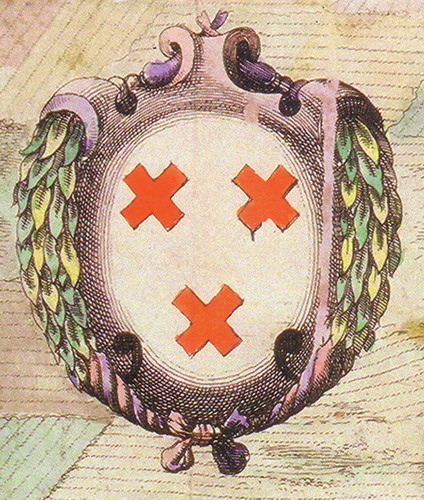
Armes de Bréda

La ville de Bréda, au confluent des rivières Aa et Mark, est située dans le duché de Brabant, au nord d'Anvers. Elle est sous contrôle espagnol depuis le siège de 1581.
C'est la principale ville de la région du Brabant du nord. Bien fortifiée, elle est entourée d'un fossé défensif alimenté par les eaux de la rivière Mark.
La garnison est constituée par cinq-cents fantassins et cent cavaliers, soldats italiens du tercio de Sicile, autre possession du roi d'Espagne. Le gouverneur de Bréda et de Mont-Sainte-Gertrude est Eduardo Lanzavecchia. En son absence, c'est son neveu Paolo Lanzavecchia qui assure le commandement de la place.

## L'attaque

### Plans d'attaque
En février 1590, les Anglais Lionel Vickars et Charles de Heraugiere ont planifié l'attaque de la ville. Déguisés en pêcheurs, ils ont réussi à entrer dans Bréda et ont pu étudier les possibilités de mener un assaut. Ils ont contacté Adrian van der Berg (en), fidèle à la cause hollandaise, un commerçant qui avait l'habitude d'entrer et sortir de Bréda avec une barque chargée de tourbe, utilisée comme combustible, et ont dressé des plans pour introduire dans la cité, cachés au milieu du chargement de la barque, un nombre réduit de soldats dont la mission serait de permettre l'entrée du gros de l'armée des Provinces Unies.
Le plan fut présenté à Maurice de Nassau, qui l'a approuvé, ordonnant de mener l'opération dans le plus grand secret.

### Approche de Breda
Le 25 février, Charles de Heraugiere accompagné de 68 soldats hollandais, attendait à l'embouchure de la rivière Mark, l'arrivée de la barque d'Adrian van der Berg. L'accompagnaient les capitaines Logier et Fervet, et le lieutenant Matthew Held. Ce même jour, Maurice de Nassau, Francis Vere et le comte Hohenlohe avec 600 soldats anglais, 800 hollandais et 300 cavaliers arrivèrent à Willemstad, à 30 km de Breda ; là, ils devaient attendre le signal de Heraugiere.
Le lundi 26, Heraugiere et ses hommes embarquèrent dans le navire de van der Berg ; celui-ci n'avait pu venir au rendez-vous pour cause de maladie, mais avait envoyé à sa place deux de ses neveux qui étaient chargés de conduire le bateau. Remontant le Mark en direction de Breda, ils ont dû lutter contre les conditions météorologiques de l'hiver hollandais, qui rendaient difficile la navigation et les ont retardés de plusieurs jours. Le soir du samedi, ils arrivèrent aux portes de Breda. Cachés sous la tourbe, Heraugiere et ses hommes ont réussi à entrer dans la ville trompant la vigilance des soldats de la garnison et ils ont envoyé un signal à Maurice de Nassau, qui a mis en marche ses troupes vers la cité.

### L'assaut

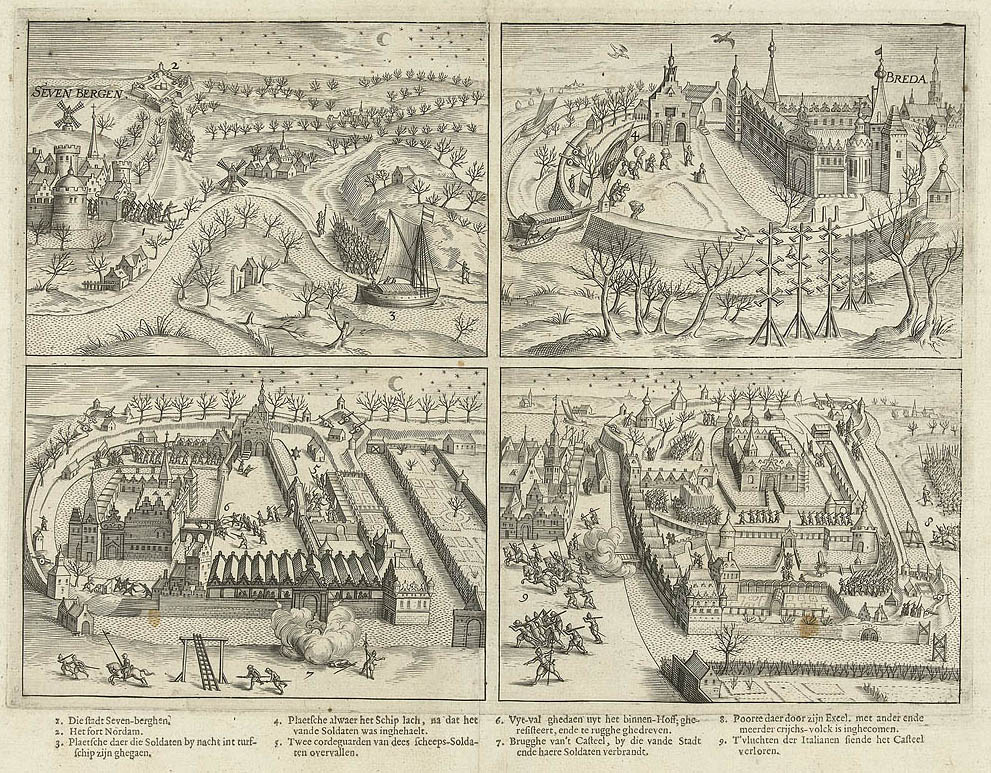
4 scènes de la prise de Bréda

Le matin du dimanche 4 mars, les attaquants sont sortis en cachette de la barque et se sont divisés en deux groupes : Heraugiere a attaqué le poste de garde, pendant que Fervet cherchait à s'emparer de l'arsenal de la forteresse. Par une action rapide, qui a surpris les soldats italiens de la garnison de Bréda, les Hollandais ont tué 40 défenseurs sans subir une seule perte ; les Italiens se sont dispersés en désordre dans les rues de la cité.
Avant le jour, le comte Hohenlohe était arrivé aux portes de Bréda avec la cavalerie hollandaise et derrière lui Maurice de Nassau à la tête du gros de l'armée hollandaise ; Philippe de Nassau, Justin de Nassau, le comte Solms, Pieter van der Does et Francis Vere les accompagnaient. Cependant les 70 hommes de Heraugiere avaient déjà pris le contrôle de la ville.

### Reddition
Après la dispersion de la garnison italienne, le jeune Paolo Lanzavecchia a dû négocier avec les attaquants les conditions de la reddition de la cité, qui a été accordée selon les termes suivants :
- La cité ne serait pas mise-à-sac en échange du paiement de deux mois de solde à chacun des soldats participant à l'attaque ; la somme totale, 100 000 florins apparaitra excessive, car beaucoup parmi les soldats sont arrivés après la reddition mais ont réclamé cependant leur part[7] ;
- La vie et les biens des citoyens qui souhaitaient quitter la ville, seraient respectés ;
- Ceux qui souhaitaient rester, pourraient conserver leurs biens, et ne seraient pas inquiétés pour des motifs religieux.

## Conséquences

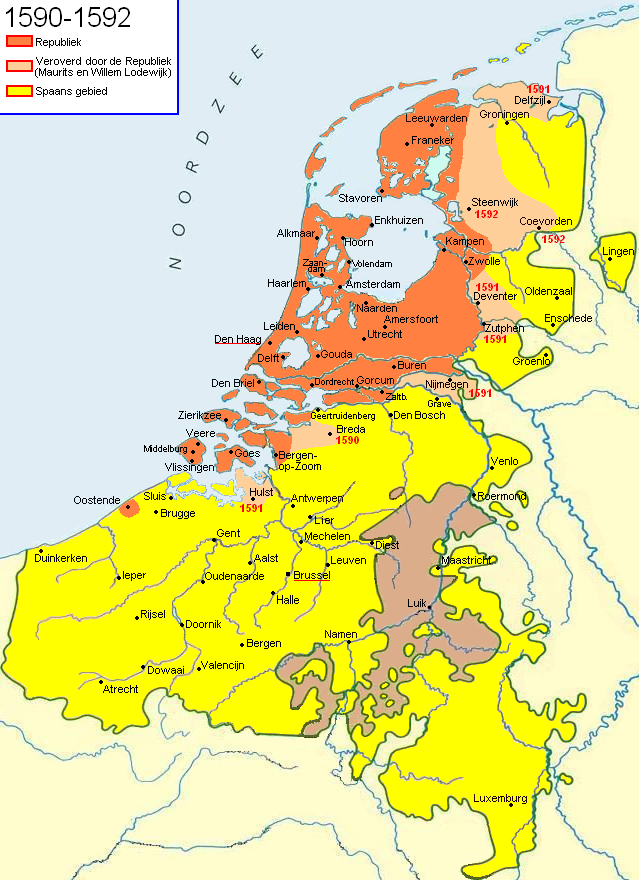
Les Pays-Bas vers 1590.

La prise de Bréda, cité réputée sûre, par les troupes anglo-hollandaises, a été une désagréable surprise pour les autorités espagnoles. Alexandre Farnèse, comme châtiment pour la couardise des tercios italiens chargés de la défense de la cité, a ordonné la décapitation des trois capitaines responsables de la garnison de Bréda, et un quatrième officier a été chassé de l'armée. Eduardo Lanzavecchia a été relevé de sa charge de gouverneur de Mont-Sainte-Gertrude.
Le retentissant succès de la capture de Bréda par les troupes anglo-hollandaises sans avoir subi de pertes, a été largement célébré dans les Provinces Unies, tant pour la valeur stratégique de la cité que pour le symbole patriotique qu'avait aux yeux des Hollandais, une victoire aussi spectaculaire. Au cours de l'année 1590, Maurice de Nassau a conquis les places voisines de Heyl, Flemert, Elshout, Crèvecœur, Hayden, Steenberg, Rosendaal et Osterhout, en se servant de Bréda comme base des opérations.
Charles de Heraugiere a été désigné gouverneur de Bréda ; on a attribué aux mariniers une rente à vie et les soldats hollandais ayant participé à l'attaque, ont reçu une médaille d'or.

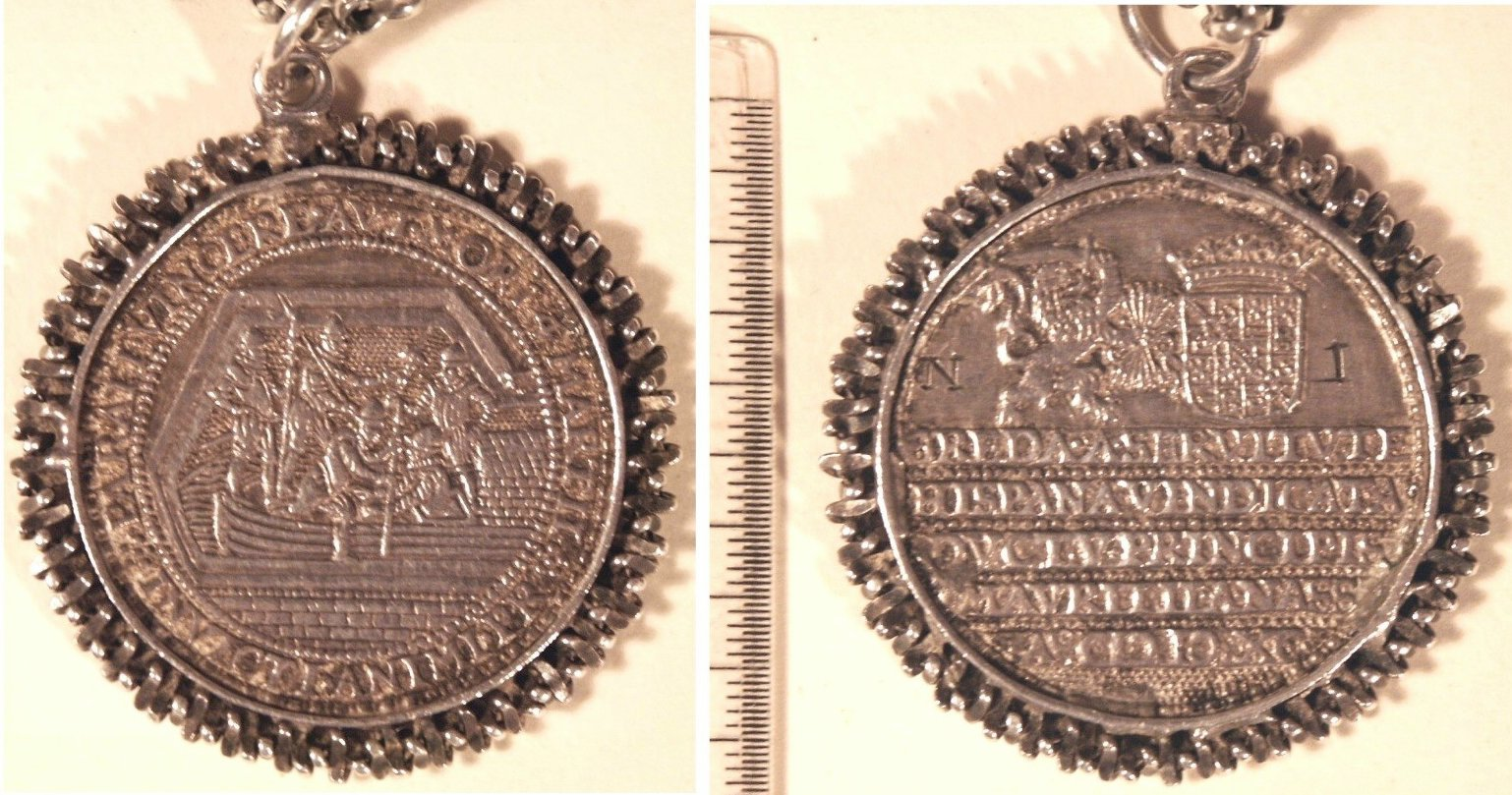
Médaille hollandaise commémorative de la prise de Bréda.

Le comte de Mansfeld a été envoyé avec ses troupes récupérer la cité. Après avoir pris la petite ville de Zevenbergen, il a construit un fort à Terheyde et a assiégé Noordam (nl), essayant de réduire Bréda par la faim. Matthew Held (nl), qui commandait à Noordam, a réussi à le repousser.
La cité de Bréda est restée aux mains des Hollandais jusqu'en 1625, date à laquelle les tercios espagnols de Ambrogio Spinola ont réussi à la reprendre après un long siège. Le Spanjaardsgat (nl) (puits des Espagnols), dans le château de Bréda, serait le lieu où se trouverait la barque utilisée par les assaillants.

## Sources
- (es) Cet article est partiellement ou en totalité issu de l’article de Wikipédia en espagnol intitulé « Toma de Breda (1590) » (voir la liste des auteurs).